# Пуританское почитание субботы

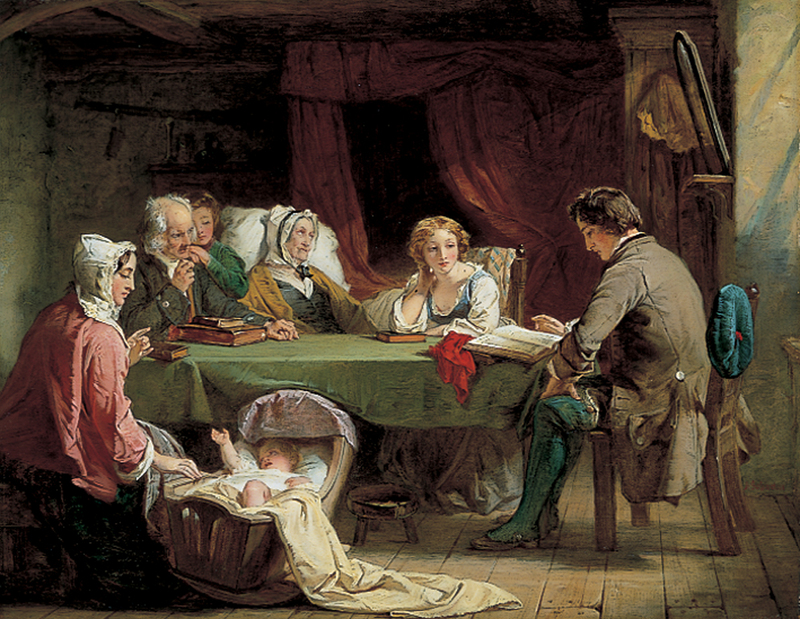
Канун Субботы, картина Александра Джонстона.

Пуританское почитание субботы  или реформатское почитание субботы, часто просто почитание субботы (Sabbatarianism), — это соблюдение субботы в христианстве, которое обычно характеризуется посвящением всего дня богослужению и, следовательно, избеганием развлекательных мероприятий.
В отличие от почитания субботы в церквях седьмого дня, пуританские почитатели Субботы практикуют почитание первого дня (Sunday Sabbatarianism), сохраняя воскресенье в качестве субботы и называя его Днём Господним. Пуританская суббота, согласноВестминстерскому исповеданию веры, нередко противопоставляется субботе в континентальной Европе: эта последняя предлается в континентальных реформатских конфессиях, как, например, в Гейдельбергском катехизисе, где упор делается на отдых и богослужение в День Господень, однако без запрета развлекательных мероприятий. Тем не менее, Жан Кальвин считал, что христианам приказывалось избегать отдыха, а также работы в воскресный день, для того чтобы посвятить его богослужению, и в XVII в. среди континентальных, а также английских реформатских богословов существовал консенсус в отношении того, что всю субботу необходимо отложить для поклонения Богу.

## Истоки
Хотя богословие 4 заповеди Жана Кальвина отличалось от пуританского богословия, но он считал, что христианам было повелено прекратить труд и отдых для того чтобы посвятить весь день богопочитанию. Женевская консистория во времена Кальвина регулярно проводила беседы с людьми за то, что они работали или занимались отдыхом, считавшимся несоответствующим духовному времяпрепровождению, например, охотой, танцами, банкетами, игрой в теннис или бильярд или боулинг по воскресеньям.
Во время вестирианских споров (Vestirian controversy) реформаторы должны были разработать регулирующий принцип богослужения, фундаментальную статью о недопустимости никаких богослужений, если те не одобрены Писанием, прямо в тексте или же необходимо выводятся из Писания. К XVII в. пуритане применили регулирующий принцип полного посвящения первого дня Богу, не предаваясь в это время ни трудам, ни развлечениям, свойственным остальным шести дням.

## История

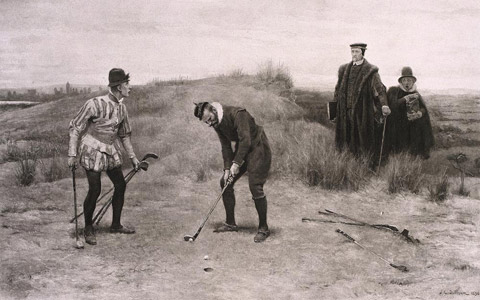
Нарушители субботы Д.К. Доллман (J.C. Dollman).

Почитание Субботы в качестве jure divino или установленного Богом повеления, в отличие от антиномистской опоры на христианскую свободу, было тесно связан с развитием регулятивного принципа в среде английских протестантов XVII в. Более строгое почитание Дня Господня возникло в Англии и Шотландии в ответ на прелатскую распущенность, свойственную соблюдениям воскресенья, в которые включались и развлечения, официально считавшиеся законными. Выступая против почитателей субботы седьмого дня (seventh-day Sabbatarians), Джона Траска (John Traske), Теофила Брабурна (Theophilus Brabourne) и баптистов седьмого дня, некоторые пуритане заявляли, что суббота — это пропорция (одна седьмая), а не конкретный день (будь то суббота или воскресенье), тогда как другие конкретно определяли первый день как христианскую субботу.
Хотя между конфессиональными формулировками реформатских церквей Великобритании и континентальной Европы имеется ряд различий, но в XVII в. среди реформатов произошёл консенсус в отношении того, что суббота должна быть посвящена прежде всего поклонению Богу.

Пуританское почитание Субботы закреплено в наиболее зрелом выражении, Вестминстерском исповедании (1646 г.), в кальвинистской богословской традиции (глава 21 «О религиозном поклонении и дне субботнем», разделы 7–8) (Of Religious Worship, and the Sabbath Day):
7. Как закон природы требует, чтобы, в общем, для поклонения Богу отводилось должное количество времени; так и в Его Слове, посредством положительной, нравственной и вечной заповеди, обязательной для всех людей во все века, он специально выделил 1 день из 7, ради субботы, которая должна быть освящаема для него: которая от начала мира и до воскресения Христа была последним днём недели; а с воскресения Христа была изменена на 1 день недели, который в Писании называется Господним, и он будет продолжаться до конца света как христианская суббота.

8. Таким образом, эта суббота свято блюдётся для Господа, когда люди, должным образом подготовив свои сердца и заранее упорядочив общие дела, не только в течение всего дня соблюдают святой покой от своих дел, слов и мыслей о мирских занятиях и развлечениях, но также во всё время заняты публичными и частными упражнениями в поклонении, а также необходимыми и милосердными обязанностями.

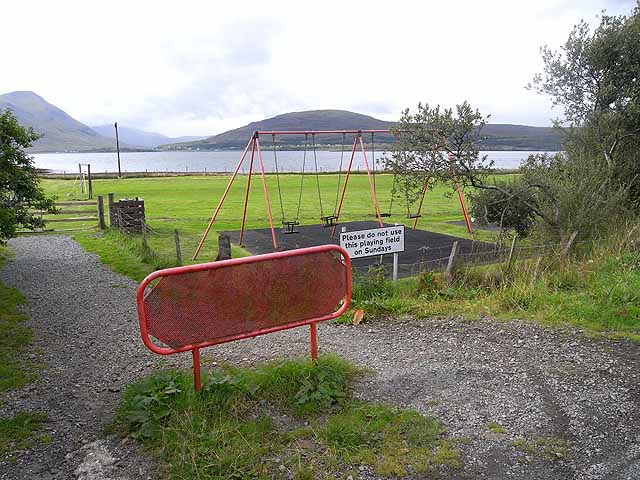
Площадка для отдыха на Разей с табличкой «Пожалуйста, не используйте это игровое поле по воскресеньям».

Джонатан Эдвардс произнёс три проповеди о Вечности и Изменении Субботы (The Perpetuity and Change of the Sabbath), занимающих центральное место в пуританской традиции. Первая проповедь подчеркивает, что суббота есть непреложный, божественный и положительный закон (что касается пропорции), тогда как вторая подчёркивала изменение «другого закона, определившего начало и конец их рабочих дней» (что касается порядка); 1 день творения считается непознаваемым, а день недели, отнесённый к субботе, считается нераскрытым до Исхода. Третья проповедь касается надлежащего соблюдения субботы: «Мы должны строго воздерживаться от внешнего участия в каких-либо мирских делах, будь то мирские дела или развлечения», потому что «день субботний — это принятое нами [от Бога] время, день спасения, время, когда Бог в особенности любит, чтобы мы его искали, и любит, чтобы мы его находили» (the sabbath-day is an accepted time, a day of salvation, a time wherein God especially loves to be sought, and loves to be found).
Реформатский богослов Г.И. Уильямсон пишет, что «телевидение, чтение газет и журналов, занятия спортом и экскурсии… неуместны для субботы, ибо суббота означает отказ от всего этого, чтобы дать человеку день исключительно для поклонения и чтения Слова Божьего и т.д.». Уильямсон подтверждает стремление к святости, называя высокой целью избегание «даже мыслей и слов о наших мирских занятиях или развлечениях».
Хотя современное выражение пуританской субботы карикатурно изображают скучным, однако организации, занимающиеся продвижением суббот как радостных и восхитительных встреч, включают в себя и христианских служителей первого дня (Day One Christian Ministers).
Богослов Р. Скотт Кларк раскритиковал идею существования различных «пуританских» и «континентальных» взглядов на субботу, вместо этого утверждая, что реформаторы исторически соглашались с тем, что отдых в воскресенье запрещён.
В Соединённых Штатах на протяжении XIX в. протестантские моралисты организовали «реформу субботы», подталкивавшую к более строгому соблюдению воскресенья. Их усилия привели к введению воскресных законов (часто называемых синими законами), которые юридически запрещали различные мероприятия по воскресеньям. Применение воскресных законов вызвало серьёзные споры между церковью и государством, а также движения за права меньшинств, подпитываемые сопротивлением евреев, баптистов седьмого дня, католиков и иных религиозных меньшинств.

## Гражданское право
В 1671 г. провинция Массачусетс-Бей кодифицировала в своей хартии такой закон о воскресной субботе:
Чтобы всякий оскверняющий день Господень выполнением ненужной рабской работы, подвергаясь ненужному старанию или занимаясь спортом и развлечениями, он или они, нарушая, должны заплатить за каждый такой проступок 40 шиллингов или быть публично выпороты: но если ясно видно, что грех был глубок, самонадеян и совершён с высокомерием, вопреки известной Заповеди и Авторитету благословенного Бога, тогда сие лицо, презирающее и поносящее Господа, должно быть предано смерти или жестоко наказано по решению Суда.